# جامعة ولاية كورغان
جامعة ولاية كورغان (بالروسية: Курганский государственный университет)، هي جامعة تعليمية في مدينة كورغان الروسية، تأسست سنة 1995.

## مصدران
1. ↑  "Kurgan State University | Ranking & Review".
2. ↑  "Курганский государственный университет". مؤرشف من الأصل في 2025-03-14. اطلع عليه بتاريخ 2025-03-16.

55°26′12″N 65°19′58″E / 55.4367°N 65.3328°E